# Образовательный кредит
Образовательный кредит (англ. student loan) — вид кредита, предоставляемого студенту для оплаты высшего или средне-специального образования, а в целом — механизм внебюджетного финансирования образовательных услуг.

## Определение
Образовательный кредит является одним из видов кредита, предназначенный для оплаты образования и связанных с ним расходов на обучение, книги и расходные материалы, проживание. Он может отличаться от других типов кредитов тем, что процентная ставка может быть существенно ниже, а график погашения может включать отсрочку на время обучения. Во многих странах данный вид кредитования отличается более строгим регулированием в части возможностей изменения кредитных договора и банкротства.
Во многих странах образовательный кредит считается важным для общества и заслуживающим государственной поддержки и регулирования, в том числе и помощью софинансирования процентов по кредиту, создания налоговых вычетов и т. п.

## Образовательное кредитование в разных странах
Образовательное кредитование активно развито в Японии, США, Швеции. В Австрии, США, Великобритании, Новой Зеландии, Нидерландах, система образовательного кредитования введена для того, чтобы минимизировать расходы бюджета на высшее образование. Образовательные кредиты может предоставлять как само государство, так и учебные заведения. В Германии студент с плохой успеваемостью может потерять доступ к кредиту, который выдается частями. В Голландии, какую-то часть кредитной суммы можно получить в виде гранта. Если человек досрочно закончит учёбу, то получит скидку. В некоторых странах кредит становится грантом, если человек показывает выдающиеся успехи в обучении. В этом случае студенту не придется делать выплаты.

## Образовательное кредитование в России
В России под образовательным кредитом понимается банковский кредит на срок 10-15 лет, который выдается учащемуся для оплаты обучения. Обычно образовательные кредиты предусматривают льготный период, в течение которого заемщик делает выплаты только по процентам. После трудоустройства на работу начинается выплата основного долга. Сбербанк был среди первых, кто начал предоставление образовательного кредита в России и выдаёт их с 2000 года.
По мнению Ирины Абанкиной, профессора НИУ ВШЭ: «кредитование в современных условиях, во время кризиса и пандемии, расширяет возможности получения качественного образования, независимо от текущего благосостояния семьи».
Образовательный кредит может получить гражданин России начиная с 14 лет. Срок погашения данного кредита до пятнадцати лет. С 2020 года процентная ставка по образовательному кредиту в Сбербанке составляет 3 %. Согласно статистическим данным, в 2021 году выдано более 25 тысяч образовательных кредитов, что в 3 раза больше по сравнению с предыдущим годом. Однако согласно мониторингу проведённому ВШЭ среди абитуриентов замечена низкая осведомленность о возможности получить образовательный кредит данного типа. Вузами-лидерами по заключению образовательных кредитов стали крупнейшие университеты: МГУ им. М. В. Ломоносова, РАНХиГС, НИУ ВШЭ. Это объясняется достаточно высокой стоимостью обучения в данных университетах. Кредит может покрывать любую форму обучения — дневную, заочную или вечернюю, данный кредит можно брать два раза.

## Образовательное кредитование в США
В Соединенных Штатах Америки существует несколько видов образовательного кредита: частный, родительский и федеральный. Образовательные кредиты выдаются на проживание и на оплату обучения. Такая система образовательного кредитования в США имеет статус государственной программы. Образовательные кредиты в США выдаются около 40 лет. Примерно половина студентов, которые обучаются в американских университетах, осуществляют это благодаря образовательному кредиту. В 1965 году был принят «Закон о высшем образовании», в котором подробно рассматриваются вопросы, которые касаются образовательных кредитов.
Частный кредит
Частный кредит на обучение получить сложнее. Для этого необходимо поручительство гражданина США за студента, либо подтверждение дохода, который достаточен для того, чтобы сделать выплаты по кредиту. Также веским основанием может быть наличие собственности. Частные кредиты выдаются под высокие проценты. Размер частного кредита неограничен, но рассчитывается на основе того, какая сумма нужна, чтобы покрыть обучение.
Родительский кредит
Родительский кредит предоставляется родителям студента в случае, если он находится на их иждевении. Этот кредит покрывает стоимость обучения. Чтобы получить родительский кредит, родители студента должны доказать, что они платежеспособны. Выдать такой кредит могут сроком на 10 лет, процентная ставка по нему будет составлять не больше 9 % годовых. Размер такой ставки ежегодно утверждает Конгресс США. Через 2 месяца с момента предоставления кредита, начинаются выплаты, которые составляют не меньше 50 долларов в месяц. Когда студент учится в вузе, его родители могу либо платить только проценты за пользование кредитом, либо начать его погашение. В период 2010—2011 академического года в США было выдано 17,11 миллиардов долларов родительских кредитов.
Федеральный кредит
В случае получения федерального кредита, поручителем студента становится правительство США через страхование банков, которые выдают образовательные кредиты. Как правило ставка по таким кредитам колеблется от 4 до 8,25 % годовых. Получить такой кредит могут только граждане США или легальные иммигранты. Федеральный образовательный кредит может быть субсидированным и несубсидированным:
- Субсидированные образовательные кредиты получают те студенты, у которых есть материальные трудности. Они начинают выплачивать эти кредиты тогда, когда заканчивают обучение. Во время их учёбы государство платит проценты. Есть субсидируемый кредит Стаффорда и федеральный кредит Перкинса.
- Несубсидируемые кредиты выдаются вне зависимости от того, какое материальное положение у студента. Когда он учится, то не вносит платежи по кредиту, но проценты начисляются постоянно, и суммируются с долгом. Студент сам несет ответственность за погашение несубсидированного кредита.

Федеральные образовательные кредиты можно поделить на федеральный образовательный кредит Стаффорд и федеральный образовательный кредит Перкинса.
Федеральный образовательный кредит Перкинса
Последний относится к федеральным кредитам, который предоставляется студентам из самых необеспеченных в финансовом плане семей, вузом, который является участником программы. Его уровень процентной ставки составляет примерно 5 % годовых. Есть льготные условия погашения. Максимальная сумма кредита, которую студент может получить в год, составляет 4000 долларов. Студент может ежегодно обращаться за ним каждый год во время своего периода обучения. Впоследствии долг возвращается высшему учебному заведению.
Кредитный фонд высшего учебного заведения, которое становится участником программы, формируется из нескольких источников: фондов данного учебного заведения, поступлений, которые приходят из федерального бюджета, средств, которые поступают от студентов, которые когда-то получили образовательный кредит. Когда студент получает кредит, денежные средства по нему могут переводиться лично студенту, либо сразу поступать на счет вуза, как оплата за обучение. В течение 2010—2011 академического года образовательных кредитов Перкинса было выдано на сумму 970 миллионов долларов.
Федеральный образовательный кредит Стаффорд
Предоставляется студентам под низкую процентную ставку, которая не может превышать 8,25 % годовых. Срок погашения кредита составляет от 10 до 25 лет. Срок погашения зависит от выбранного плана погашения кредита и средств, полученных по этому кредиту. В период учёбы проценты по субсидированному кредиту Стаффорда выплачивает государство. Заемщик начинает делать выплаты по кредиту через полгода после того, как окончит обучение. Несубсидируемый кредит Стаффорда предоставляет не зависимо от материальной обеспеченности человека. Студент имеет право начинать делать выплаты по кредиту спустя полгода после окончания высшего учебного заведения.
Согласно правительственной программе, есть варианты «прощения долгов». Есть возможность предоставления трудоустройства для того, чтобы сделать полное или частичное погашение задолженности. Это может быть волонтерская работа, служба в армии, работа медиком или учителем в некоммерческих организациях. Согласно статистике около 5 % от общего числа образовательных кредитов в США не возвращают. За вузами, которые являются участниками системы образовательного кредитования, ведется контроль. Их могут исключить из программы, если количество кредитов, которые выпускники вуза не вернули, превысит максимальное число. Если вуз докажет, что в будущем такого не повторится, его могут опять включить в программу.

### Образовательное кредитование в странах ЕС
Процентная ставка по образовательному кредиту в Англии не превышает 2 %. Во время обучения студент не должен делать выплаты. После того, как он найдет работу, сумма его платежей не должна быть больше 9 % от ежемесячного дохода молодого специалиста. В Германии существует частное кредитование образования и государственно-частное кредитование образования. Участвовать в государственно-частном кредитовании могут студенты дневной формы обучения, возраст которых 18-30 лет. Кредит выдается на 7,8 тысяч евро в год и покрывает проживание и обучение. От 5,95 % до 8,38 % составляет процентная ставка по кредиту. Выплата кредита может растянуться до 25 лет.

### Образовательное кредитование в Австралии
Получить кредит на обучение в Австралии может любой студент, если его высшее учебное заведение участвует в программе. Государственный бюджет при этом берет на себя риски по не выплатам.